# Johann von Hlavaty
Johann von Hlavaty, anche Johann von Hlawaty, (Brandýs nad Labem, 12 febbraio 1788 – Vienna, 14 marzo 1870), è stato un generale e ingegnere austriaco.
Nel 1808, dopo aver terminato la sua formazione presso l'Accademia degli Ingegneri di Vienna, venne assegnato come tenente alla direzione delle fortificazioni di Theresienfeld. Dal 1814 al 1815 fu inviato a Theresienfeld e nei sei anni successivi prestò servizio alla Direzione di Graz.
Tra il 1823 e il 1827, fu in servizio presso la direzione distrettuale delle fortificazioni di Milano, dove iniziò la collaborazione con Franz von Scholl. Dopo un periodo passato a studiare i sistemi difensivi in Dalmazia gli venne assegnato il compito di lavorare all'allestimento delle fortificazioni di Verona dopo che, nel 1832, era stato approvato il progetto del feldmaresciallo Josef Radetzky.
Nel 1848 fu promosso a Maggior generale e nel 1850 a Luogotenente feldmaresciallo. Fu messo a riposo nel 1856.
Come riconoscimento per il suo servizio, gli venne intitolato il forte Hlawaty, presso Dolcè, poco fuori Verona.